# Hesperis dinarica
Hesperis dinarica är en korsblommig växtart som beskrevs av Günther von Mannagetta und Lërchenau Beck. Hesperis dinarica ingår i släktet hesperisar, och familjen korsblommiga växter. Inga underarter finns listade i Catalogue of Life.